# XXIV Festival Internacional de la Canción de Viña del Mar
El XXIV Festival de la Canción de Viña del Mar o simplemente  Viña 83, se realizó del 9 al 14 de febrero de 1983 en el anfiteatro de la Quinta Vergara, en Viña del Mar, Región de Valparaíso,
Chile. Fue transmitido por Televisión Nacional de Chile y animado por Antonio Vodanovic y coanimado por Paulina Nin de Cardona. Un hecho importante es que se excluyó el humor de dicha edición.

## Artistas invitados
- Miguel Piñera[1]
- Florcita Motuda
- Andrea Tessa
- Los Jaivas
- Zalo Reyes
- Juan Carlos Duque
- José Luis Perales
- Víctor Manuel
- Ana Belén
- Paloma San Basilio
- Mirla Castellanos
- Silvana Di Lorenzo
- Jairo
- Miami Sound Machine
- Bucks Fizz
- Lucía Méndez
- Emmanuel
- Valerio
- Joan Baptista Humet
- Shakin' Stevens[2]

## Día 1 (Miércoles 9)
Programación.
- Obertura
- Competencia Internacional
- Víctor Manuel
- Competencia Folclórica

## Día 2 (Jueves 10)
Programación.
- Ana Belén
- Jairo
- Competencia Internacional
- Víctor Manuel
- Competencia Folclórica
- Zalo Reyes

## Día 3 (Viernes 11)
Programación.
- Obertura
- Paloma San Basilio
- Competencia Internacional
- Joan Baptista Humet
- Competencia Folclórica
- Los Jaivas

## Curiosidades
- Como protesta por la marginación del humor en este festival, el humorista Willy Benítez irrumpe de improviso en el escenario de la Quinta Vergara para protestar por la medida, lo que le costó la salida del comediante del Festival de la Una, donde él trabajaba.
- La canción ganadora de este año, Alma corazón y pan de Gervasio, fue inspirada en el cardenal Antonio Samore, artífice del acuerdo de paz entre Chile y Argentina en 1980, quien fallece pocos días antes del certamen. Al momento de la premiación, el cantautor le dedicó el triunfo a Samore.
- Lucía Méndez, actriz mexicana de telenovelas, fue elegida como Reina del Festival de esa edición.

## Jurado internacional
- Oriana Ortúzar de Sigall (presidenta del jurado)
- Valerio
- Ana Belén
- María Angélica Ramírez
- Joan Baptista Humet
- Silvana Di Lorenzo
- Mirla Castellanos
- Jairo
- Lucía Méndez

## Competencias
Internacional:
- 1.er lugar:  Uruguay, Alma, corazón y pan, escrita e interpretada por Gervasio.[3]
- 2.º lugar:  Brasil, Yo te agradezco, de Carlos Colla y Mauricio Duboc, interpretada por Marcio Greyck.[3]
- 3.er lugar:  Indonesia, Amado mío (Sayang), de Titik Hamzah, interpretada por Hetty Koes Endang.[3]

- Mejor intérprete: Hetty Koes Endang,  Indonesia

Folclórica:
- 1.er lugar: En los tiempos de mi abuelo, de Roberto Rojas y Juan Castillo, interpretada por Juan Pablo Méndez.[4]
- 2.º lugar: El salto del negrito, creada e interpretada por Óscar Carrasco.[4]
- 3.er lugar: La risa, la vida, de Ricardo de la Fuente, interpretada por Santiago Cuatro.[4]

- Mejor intérprete: Juan Pablo Méndez.